# Kadua st-johnii
Kadua st-johnii là một loài thực vật có hoa trong họ Thiến thảo. Loài này được (B.C.Stone & Lane) W.L.Wagner & Lorence mô tả khoa học đầu tiên năm 2005.